# Saizo Saito
Saizo Saito (japonsko 斎藤 才三), japonski nogometaš, * 24. september 1908, Osaka, Japonska, † 2004.
Za japonsko reprezentanco je odigral dve uradni tekmi.